# Kräkmedel
Ett kräkmedel (emetikum) är ett medel som framkallar kräkningar. Kräkmedel används vid behandling av förgiftningar i vissa fall, till exempel vid förtäring av icke frätande ämnen när patienten är vid medvetande. Kräksirap är ett kraftfullt kräkmedel som innehåller extrakt från kräkrot (Psychotria ipekakuana) och som säljs på apotek. Kräksirap innehåller emetin.
En seglivad myt är att Systembolaget tillsätter kräkmedel i sina produkter. I en webbenkät 2010 uppgav 20 % att de trodde att det var sant. 